# Mistrovství Evropy v zápasu ve volném stylu 1996
Mistrovství Evropy v zápasu ve volném stylu mužů proběhl v Budapešti (Maďarsko) žen v Oslu (Norsko).

## Muži
| Kategorie | Zlato             | Stříbro            | Bronz                 |
| --------- | ----------------- | ------------------ | --------------------- |
| 48 kg     | Viktor Yefteni    | Armen Mkrtčjan     | Vugar Orudžov         |
| 52 kg     | Volodimir Toguzov | Ivan Conov         | Namig Abdullajev      |
| 57 kg     | Serafim Barzakov  | Harun Doğan        | Arif Abdullayev       |
| 62 kg     | Magomed Azizov    | Giovanni Schillaci | Siarhei Smal          |
| 68 kg     | Vadim Bogijev     | Arajik Gevorgjan   | Zaza Zozirovi         |
| 74 kg     | Buvajsar Sajtijev | Rodion Kertanty    | Valeri Verjushin      |
| 82 kg     | Magomed Ibragimov | László Dvorák      | Chadžimurad Magomedov |
| 90 kg     | Eldar Kurtanydze  | Heiko Balz         | Sagid Murtazalijev    |
| 100 kg    | Marek Garmulewicz | Milan Mazáč        | David Musulbes        |
| 130 kg    | Mahmut Demir      | Sven Thiele        | Merab Valijevi        |

## Ženy
| Kategorie | Zlato                    | Stříbro             | Bronz              |
| --------- | ------------------------ | ------------------- | ------------------ |
| 44 kg     | Svetlana Kolatirina      | Almuth Leitgeb      | Yuliya Voitova     |
| 47 kg     | Angélique Berthenet      | Olga Kosmak         | Mette Barlie       |
| 50 kg     | Yelena Yegoshina         | Tanja Sauter        | Joanna Urbańska    |
| 53 kg     | Anna Gomis               | Angela Lattanzio    | Olga Smirnova      |
| 57 kg     | Sara Erikssonová         | Lene Aanes          | Natalia Ivanova    |
| 61 kg     | Nikola Hartmann-Dünser   | Anna Udycz          | Elmira Məhəmmədova |
| 65 kg     | Małgorzata Bassa-Roguska | Elmira Kurbanova    | Sandra Gronert     |
| 70 kg     | Nina Englich             | Yevgueniya Osipenko | Lise Legrand       |
| 75 kg     | Vanessa Civit            | Tetiana Komarnytska | Monika Kowalska    |